# Al-Barudi
Mahmud Sami al-Barudi (6 d'octubre de 1839-1904) fou un poeta i polític egipci. Descendent d'un germà del sultà mameluc Baybars va quedar orfe als set anys quan el seu pare, funcionari a Dongola, va morir el 1846. El 1851 va entrar a l'escola militar del Caire de la que va sortir el 1855 amb el grau de bash-djawish (sergent en cap).
Des de llavors es va dedicar a la poesia i a l'estudi de la literatura. Va ascendir a comandant de batalló el 1863 i fou designat comandant de la guàrdia del virrei. El 1864 va ascendir a tinent coronel i uns mesos després a coronel, grau amb el que va participar en la guerra de Creta (1865). El 1877 va ser ascendit a general de brigada (amir al-liwa) i entre 1879 i 1882 va reorganitzar l'estat major i va ocupar el ministeri de fundacions religioses. El 1881 va ascendir a general de divisió (farik) i fou nomenat ministre de la Guerra sense perdre el de fundacions religioses.
Es va veure embolicat en la revolta d'Urabi Paixà. El ministeri de Sharif Pasha va caure i es va formar un govern dirigit per al-Barudi que va proclamar la constitució de 1882; la flota anglesa es va presentar a Alexandria i va bombardejar la ciutat i va derrotar les forces d'Urabi Paixà a Tell Kebir (prop del Caire). Els suposats promotors de la revolta, Urabi Paixà, al-Barudi, i Shaykh Abduh foren enviats a l'exili a Ceilan (àrab Sarandib). Al-Barudi hi va romandre de 1882 a 1900.
Es va dedicar a aprendre angles, a l'ensenyament i a la poesia. Fou amnistiat el 18 de maig de 1900 i va poder tornar a Egipte. El seu diwan fou publicat després de la seva mort el 1904.